# Papiro 77
O Papiro 77 ({\displaystyle {\mathfrak {P}}}77) é um antigo papiro do Novo Testamento que contém fragmentos do capítulo vinte e três do Evangelho de Mateus (23:30-39).